# Kanton Alfortville
Der Kanton Alfortville ist ein französischer Wahlkreis im Arrondissement Créteil, im Département Val-de-Marne und in der Region Île-de-France. 

## Geschichte
Der Kanton entstand im Jahr 1967 anlässlich der Bildung des Départements Val-de-Marne. 1985 wurde er geteilt in die Kantone Alfortville-Nord und Alfortville-Sud, die beide nur aus einem Teilgebiet der Stadt Alfortville bestanden. Beim Neuzuschnitt der französischen Kantone 2015 wurde die Teilung wieder rückgängig gemacht, so dass die Stadt Alfortville in ihrer Gesamtheit mit dem Kanton deckungsgleich ist.